# Xarxa de Museus d'Història i Monuments de Catalunya
La Xarxa de Museus d'Història i Monuments de Catalunya (abreujada xMHCat) representa, juntament amb l'Arqueoxarxa, la Xarxa de Museus d'Etnologia de Catalunya i la Xarxa de Museus d'Art, una de les xarxes temàtiques que configuren l'ordenació museística de Catalunya encapçalades pels Museus Nacionals. Va ser creada el 21 d'octubre de 2010 dins de l'ordenació prevista en el Pla de Museus i, fins al moment, ha desenvolupat diferents accions per apropar i donar a conèixer el patrimoni històric del país a la ciutadania.
La finalitat principal de la xarxa és la de consolidar la memòria col·lectiva de Catalunya, tot potenciant i dinamitzant els espais històrics que ajuden a entendre aquest passat comú. A la vegada, la xarxa coordina accions de conservació del patrimoni, gestió de les col·leccions i difusió del coneixement, per tal de donar major visibilitat a aquells equipaments amb menys recursos i menor posicionament, mentre que es gestionen amb major eficiència els recursos existents.
En un origen, l'any 2010 la xarxa va començar a donar els seus primers passos amb sis museus: el Museu d'Història de Catalunya, el Museu de Terrassa, el Museu Torre Balldovina, el Museu de Lleida Diocesà i Comarcal, el Museu d'Història de Girona i el Museu Comarcal de Cervera. El juny de 2012 s'hi afegia el Museu d'Història de Cambrils i, a final de 2014 s'hi van afegir dues institucions museístiques més, el Museu de l'Hospitalet i el Museu d'Història dels Jueus de Girona, sumant un total de nou museus i 43 monuments.